# مسرح هافانا الكبير
المسرح العظيم لهافانا (بالإسبانية: Granda Teatro de Havano)‏ ، افتتح رسمياً في سنة 1838 في هافانا، كوبا، بالرغم من أن تقديمِه الأولِ حَدثَ في نوفمبر/تشرين الثاني عام 1837. يقع في باسيو ديل برادو، في المبنى المعروف ب بالتشيو ديل سينترو جاليجو. اليوم هو المقرُ الدائمُ للباليهِ الوطنيةِ لكوبا والمرحلة الرئيسية لمهرجانِ الباليهِ الدوليِ لهافانا. لَهُ غُرَفُ للمسارحِ وقاعة للحفلات الموسيقيةِ والمؤتمراتِ والفيديو، بالإضافة إلى معارض بصريةِ و مركز كورالي تَختبرُ به الأصوت وأخيراً يحتوي على عِدّة قاعات لتجمّعات الدانزاريس ورقص الفنون.

## معرض الصور

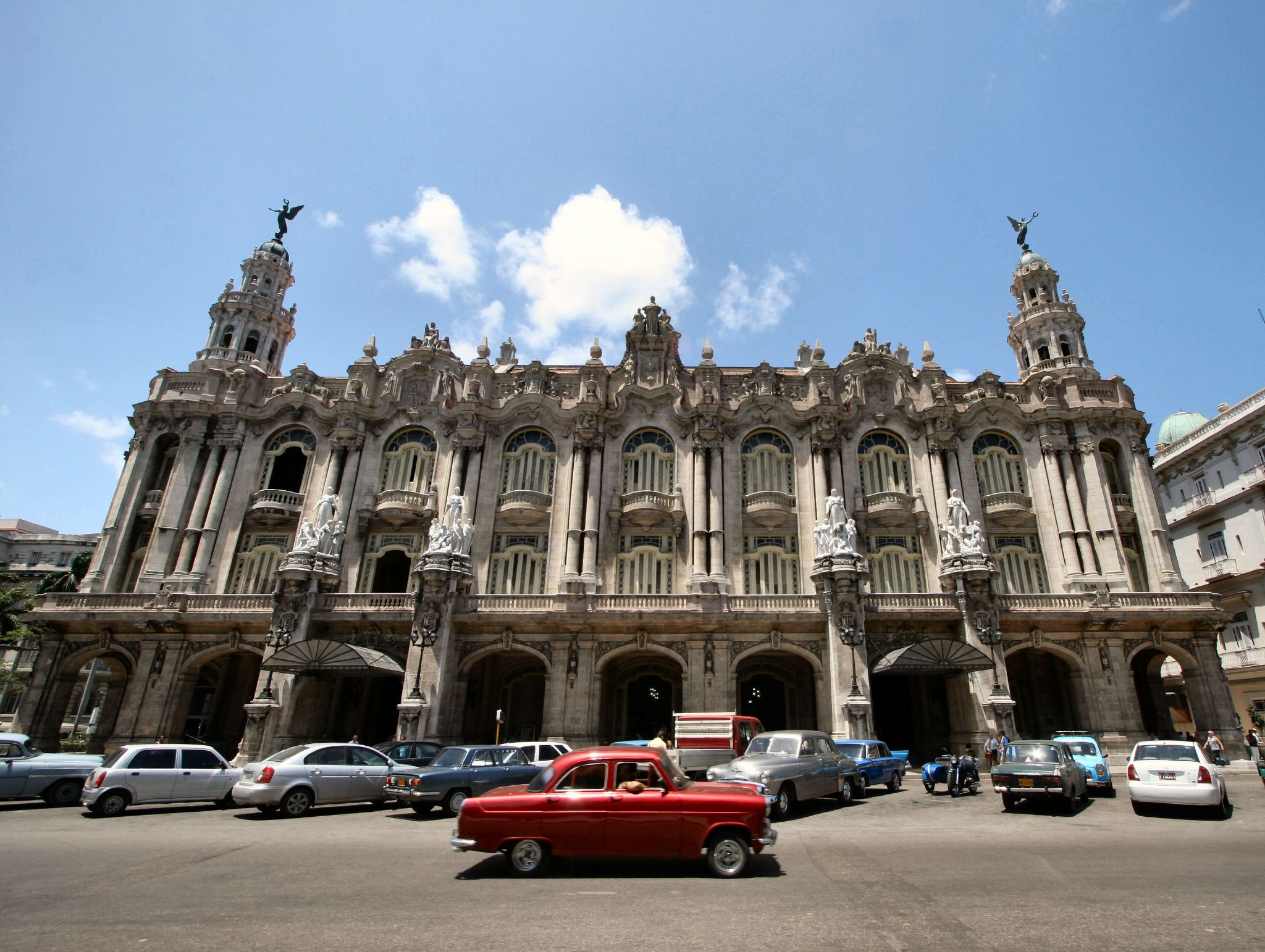
الواجهة الأمامية
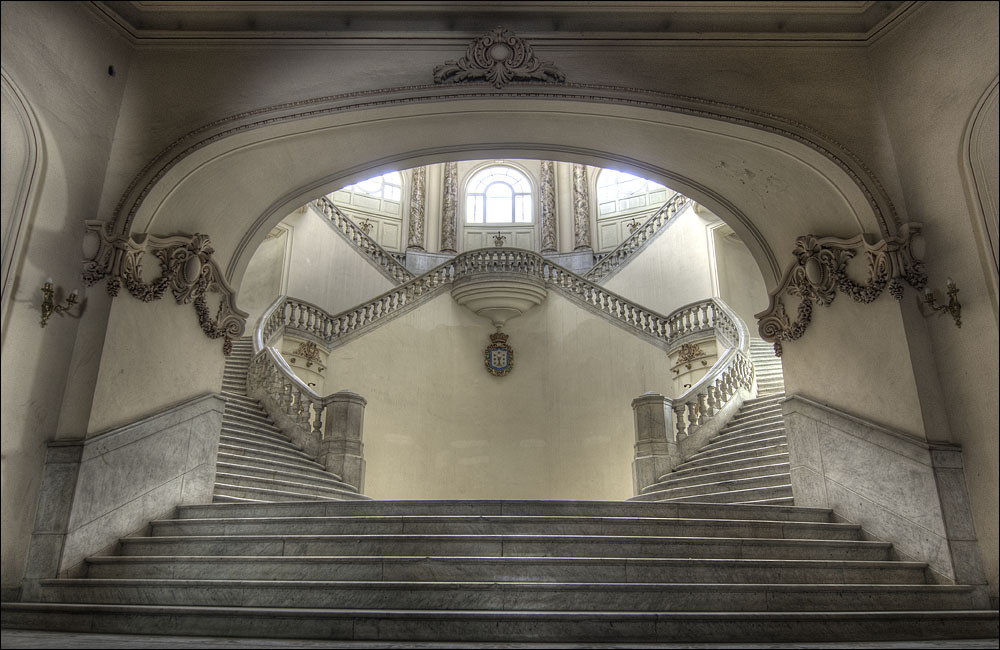
داخل المسرح
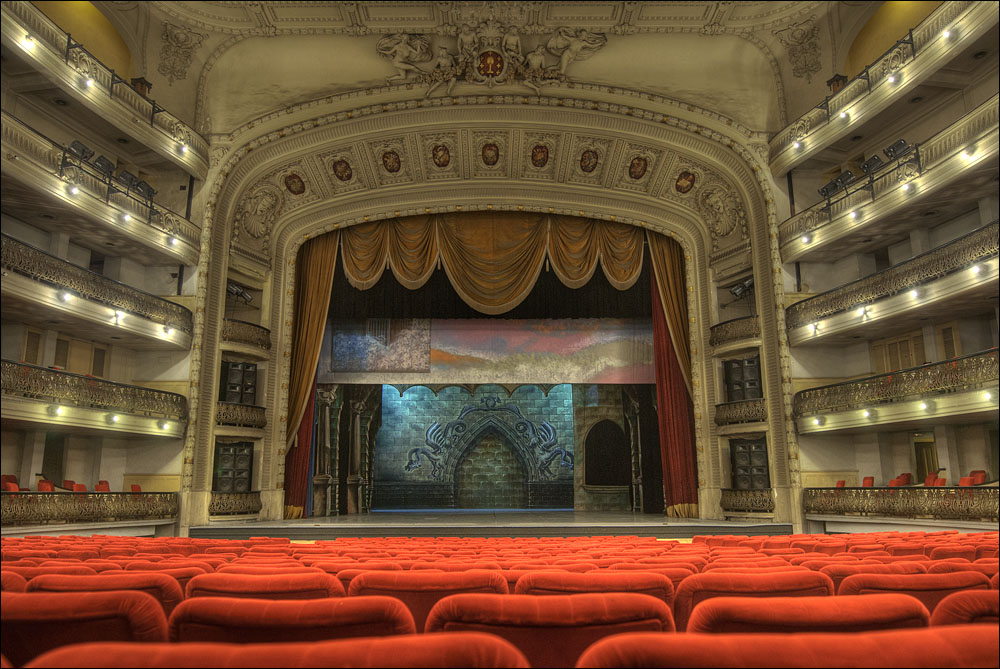
المسرح